# Mohammad Bana
Mohammad Bana (pers. محمد بنا, ur. 6 sierpnia 1958 roku w Teheranie) – irański zapaśnik w stylu klasycznym. Zdobył srebrny medal w mistrzostwach świata w 1983, piąty w 1981. Złoto na mistrzostwach Azji w 1983 roku.
Trener reprezentacji zapaśników (styl klasyczny) Iranu podczas igrzysk w Londynie 2012. Powrócił na stanowisko w grudniu 2013 roku.